# Rhinobatos annulatus
The lesser guitarfish or lesser sandshark (Rhinobatos annulatus) là một loài cá thuộc họ Rhinobatidae. Loài này có ở Angola, Namibia, Nam Phi, and có thể Mozambique. Các môi trường sống tự nhiên của chúng là shallow seas and estuarine waters. Nó bị đe dọa do mất môi trường sống.

## Hình ảnh

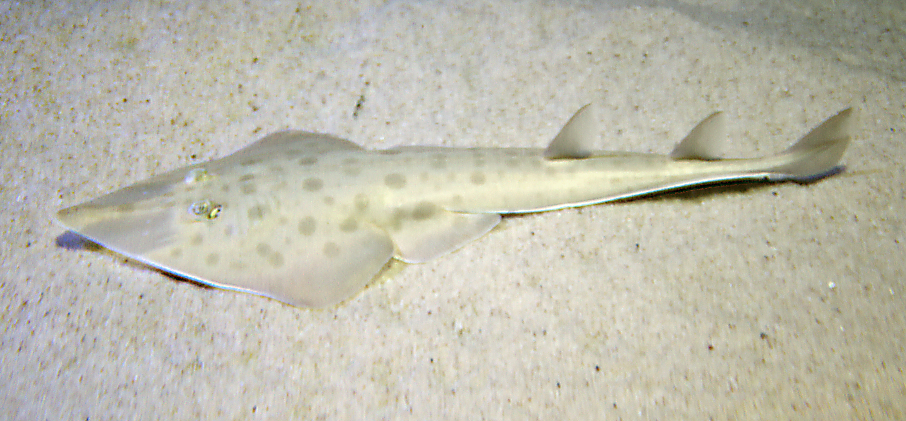
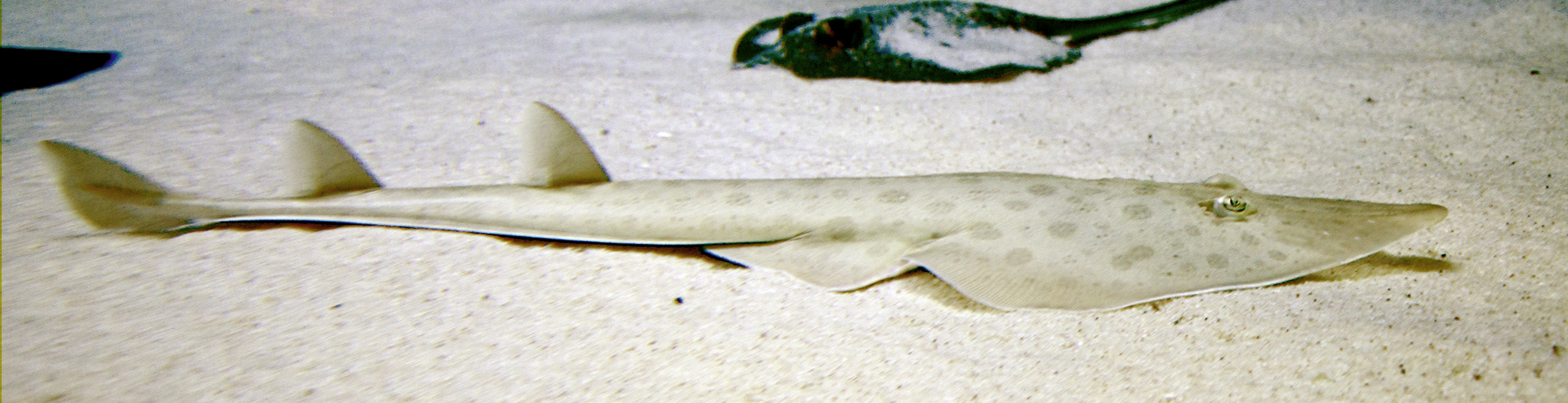
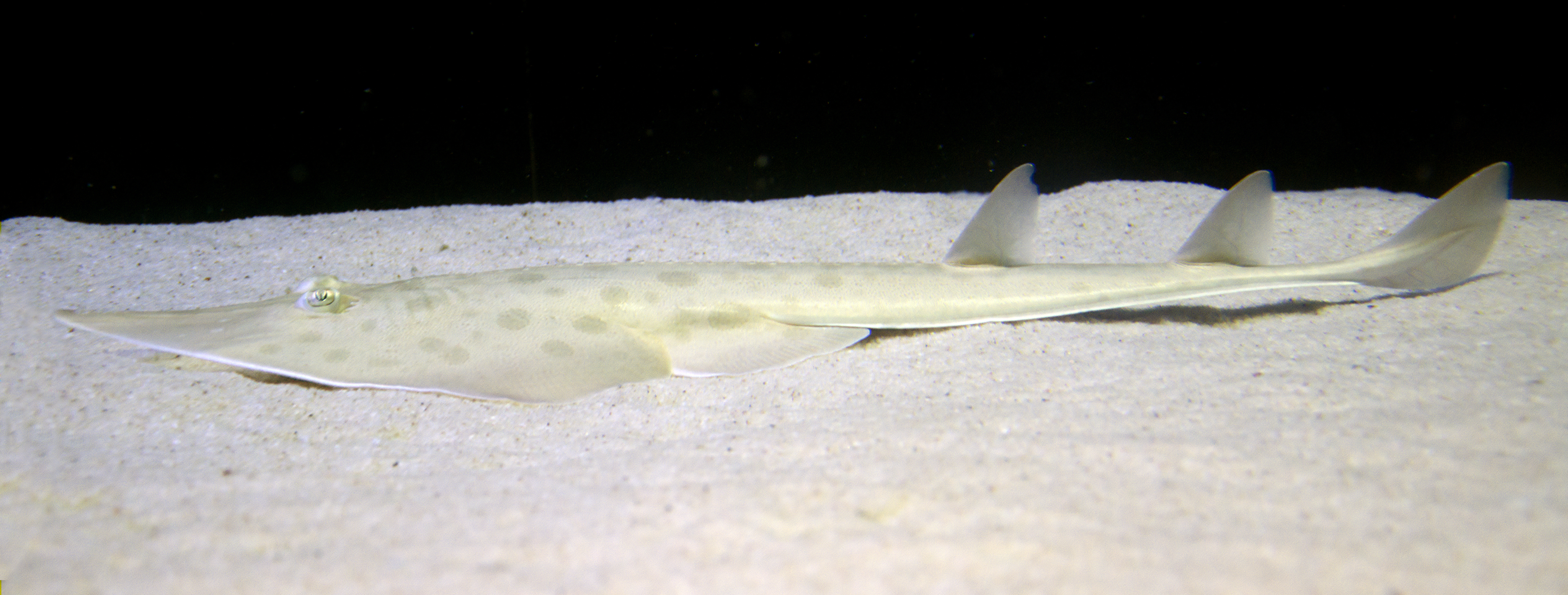
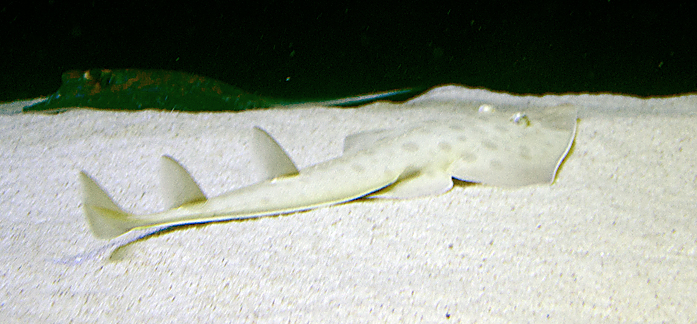